# Robert Williams (attore 1904)
Robert B. Williams (Glencoe, 23 settembre 1904 – Contea di Orange, 17 giugno 1978) è stato un attore statunitense.
Recitò dal 1936 al 1972 in oltre 220 film e dal 1952 al 1977 in quasi 100 produzioni televisive. Nel corso della sua carriera, fu accreditato anche con i nomi Bob Williams, Robert B. Williams e Robert H. Williams.

## Biografia
Robert Williams nacque a Glencoe, in Illinois, il 23 settembre 1904.
Si dedicò ad una lunga carriera dando vita a numerosi personaggi minori in centinaia di produzioni cinematografiche e in molti episodi di serie televisive collezionando anche diverse apparizioni come guest star dagli anni cinquanta agli anni settanta.
Fu accreditato per l'ultima volta sugli schermi televisivi in un episodio trasmesso il 12 luglio 1977, intitolato Hearing Ear Dogs for the Deaf e facente parte della serie Fernwood 2 Night, nel quale interpreta il ruolo di Garth Gimble Sr. (ruolo che aveva già ricoperto in altri due episodi della stessa serie nel corso dello stesso anno) mentre per il cinema l'ultimo personaggio a cui diede vita è quello dell'impiegato di un hotel nel film del 1972 Impara a conoscere il tuo coniglio.
Morì nella contea di Orange, in California, il 17 giugno 1978 e fu seppellito all'Holy Cross Cemetery di Culver City.

## Filmografia

### Cinema
- Mixed Policies, regia di Al Christie - cortometraggio (1936)
- A Face in the Fog, regia di Robert F. Hill (1936)
- Peaceful Relations, regia di William Watson - cortometraggio (1936)
- Slippery Silks, regia di Jack White - cortometraggio (1936)
- SOS Coast Guard, regia di Alan James e William Witney (1937)
- We Want Our Mummy, regia di Del Lord - cortometraggio (1939)
- Back Door to Heaven, regia di William K. Howard (1939)
- Beware Spooks!, regia di Edward Sedgwick (1939)
- Com'era verde la mia valle (How Green Was My Valley), regia di John Ford (1941)
- One Dangerous Night (1943)
- Appointment in Berlin (1943)
- Che donna! (What a Woman!), regia di Irving Cummings (1943)
- The Racket Man (1944)
- Beautiful But Broke (1944)
- The Ghost That Walks Alone (1944)
- Two-Man Submarine (1944)
- Jam Session (1944)
- Girl in the Case (1944)
- L'ottava meraviglia (Once Upon a Time) (1944)
- Stars on Parade (1944)
- Mister Winkle va alla guerra (Mr. Winkle Goes to War) (1944)
- U-Boat Prisoner (1944)
- Cry of the Werewolf (1944)
- Black Arrow (1944)
- One Mysterious Night (1944)
- Sergeant Mike (1944)
- Carolina Blues (1944)
- Stanotte ed ogni notte (Tonight and Every Night) (1945)
- Youth on Trial (1945)
- Three Pests in a Mess (1945)
- Femmine del mare (Rough, Tough and Ready) (1945)
- Escape in the Fog (1945)
- Eve Knew Her Apples (1945)
- L'asso di picche (The Power of the Whistler) (1945)
- Boston Blackie Booked on Suspicion (1945)
- Wife Decoy (1945)
- Boston Blackie's Rendezvous (1945)
- Addio vent'anni (Over 21) (1945)
- Adventures of Rusty (1945)
- I Love a Bandleader (1945)
- Blazing the Western Trail (1945)
- The Mayor's Husband (1945)
- Song of the Prairie (1945)
- Dance, Dunce, Dance (1945)
- Voice of the Whistler (1945)
- A Miner Affair (1945)
- Prison Ship (1945)
- Snafu (1945)
- A Hit with a Miss (1945)
- Life with Blondie (1945)
- Out of the Depths (1945)
- Beer Barrel Polecats (1946)
- Tornerai (Meet Me on Broadway) (1946)
- Roaring Rangers (1946)
- Il figlio di Robin Hood (The Bandit of Sherwood Forest) (1946)
- A Bird in the Head (1946)
- Gunning for Vengeance (1946)
- Uncivil War Birds (1946)
- I rinnegati (Renegades) (1946)
- L'angelo nero (Black Angel) (1946)
- The Show-Off (1946)
- Una donna nel lago (Lady in the Lake) (1947)
- A Crime Does Not Pay Subject: The Luckiest Guy in the World (1947)
- The Thirteenth Hour, regia di William Clemens (1947)
- Femmina (Mr. District Attorney) (1947)
- Unexpected Guest (1947)
- Disonorata (Dishonored Lady) (1947)
- Cercate quell'uomo (Key Witness) (1947)
- Il giudice Timberlane (Cass Timberlane) (1947)
- T-Men contro i fuorilegge (T-Men) (1947)
- La muraglia delle tenebre (High Wall) (1947)
- Chiamate Nord 777 (Call Northside 777) (1948)
- King of the Gamblers (1948)
- L'assalto (Fury at Furnace Creek) (1948)
- Schiavo della furia (Raw Deal) (1948)
- La strada senza nome (The Street with No Name) (1948)
- Amore sotto i tetti (Apartment for Peggy) (1948)
- Strange Gamble (1948)
- La fossa dei serpenti (The Snake Pit) (1948)
- A Pinch in Time (1948)
- Quel meraviglioso desiderio (That Wonderful Urge) (1948)
- Egli camminava nella notte (He Walked by Night) (1948)
- Disaster (1948)
- Pazzia (The Dark Past) (1948)
- Le forze del male (Force of Evil) (1948)
- He's in Again (1949)
- La donna ombra (The Lucky Stiff) (1949)
- Amanti crudeli (Slightly French) (1949)
- Boston Blackie's Chinese Venture (1949)
- The Lone Wolf and His Lady (1949)
- Jack il bucaniere (Big Jack) (1949)
- Donne di frontiera (Roughshod) (1949)
- La traccia del serpente (Manhandled) (1949)
- Stagecoach Kid (1949)
- Quando torna primavera (It Happens Every Spring) (1949)
- Non abbandonarmi (Not Wanted) (1949)
- Fate il vostro gioco (Any Number Can Play) (1949)
- Special Agent (1949)
- The Mysterious Desperado (1949)
- Rusty's Birthday (1949)
- Mary Ryan, Detective (1949)
- Dora bambola bionda! (Oh, You Beautiful Doll) (1949)
- L'inafferrabile (Fighting Man of the Plains) (1949)
- Pioneer Marshal (1949)
- Un giorno a New York (On the Town) (1949)
- Malaysia (Malaya) (1949)
- La carovana maledetta (The Outriders) (1950)
- Roba da matti (The Good Humor Man) (1950)
- Sei canaglia ma ti amo (Love That Brute) (1950)
- Linciaggio (The Lawless) (1950)
- Sui marciapiedi (Where the Sidewalk Ends) (1950)
- One Shivery Night (1950)
- Il bandito galante (The Great Jewel Robber) (1950)
- L'imprendibile signor 880 (Mister 880) (1950)
- Golfo del Messico (The Breaking Point) (1950)
- He's a Cockeyed Wonder (1950)
- La setta dei tre K (Storm Warning) (1951)
- Nei bassifondi di Los Angeles (Cry Danger) (1951)
- My True Story (1951)
- La sposa illegittima (The Groom Wore Spurs) (1951)
- Papà diventa nonno (Father's Little Dividend) (1951)
- Smuggler's Gold (1951)
- Father Takes the Air (1951)
- Delitto per delitto - L'altro uomo (Strangers on a Train) (1951)
- L'ultima sfida (Fort Worth) (1951)
- The Guy Who Came Back (1951)
- Pelle di rame (Jim Thorpe -- All-American) (1951)
- The Family Secret, regia di Henry Levin (1951)
- Figlio di ignoti (Close to My Heart) (1951)
- Lo sconosciuto (The Unknown Man) (1951)
- Innamorati dispettosi (The Lady Says No) (1951)
- Telefonata a tre mogli (Phone Call from a Stranger) (1952)
- Cantando sotto la pioggia (Singin' in the Rain) (1952)
- Banditi senza mitra (Loan Shark) (1952)
- The Pride of St. Louis (1952)
- Nessuno mi salverà (The Sniper) (1952)
- Difendete la città (The Sellout) (1952)
- Primo peccato (Dreamboat) (1952)
- L'urlo della foresta (The Blazing Forest) (1952)
- I Love Melvin (1953)
- L'uomo nell'ombra (Man in the Dark) (1953)
- Il 49º uomo (The 49th Man) (1953)
- Schiava e signora (The President's Lady) (1953)
- The Farmer Takes a Wife, regia di Henry Levin (1953)
- Ancora e sempre (Let's Do It Again) (1953)
- Allegri esploratori (Mister Scoutmaster) (1953)
- Femmina contesa (Take the High Ground!) (1953)
- Le frontiere dei Sioux (The Nebraskan) (1953)
- La ragazza da 20 dollari (Wicked Woman) (1953)
- Operazione mistero (Hell and High Water) (1954)
- Ragazze audaci (Playgirl) (1954)
- Agguato al grande canyon (Massacre Canyon) (1954)
- Il mostro delle nebbie (The Mad Magician) (1954)
- Two April Fools (1954)
- Giocatore d'azzardo (The Gambler from Natchez) (1954)
- La magnifica ossessione (Magnificent Obsession) (1954)
- Tutti in coperta (Hit the Deck) (1955)
- Mia moglie preferisce suo marito (Three for the Show) (1955)
- La vendetta del mostro (Revenge of the Creature) (1955)
- Cella 2455 braccio della morte (Cell 2455 Death Row) (1955)
- Bandiera di combattimento (The Eternal Sea) (1955)
- Cittadino dello spazio (This Island Earth) (1955)
- La valanga degli uomini rossi (Apache Ambush) (1955)
- Lucy Gallant (1955)
- Gioventù bruciata (Rebel Without a Cause) (1955)
- Tutto finì alle sei (I Died a Thousand Times) (1955)
- Ladri di automobili (Running Wild) (1955)
- Corte marziale (The Court-Martial of Billy Mitchell) (1955)
- Piangerò domani (I'll Cry Tomorrow) (1955)
- Il cavaliere senza volto (The Lone Ranger) (1956)
- L'arma del ricatto (Over-Exposed) (1956)
- Rapina a mano armata (The Killing) (1956)
- Mister X, l'uomo nell'ombra (The Unguarded Moment) (1956)
- Orizzonti lontani (The Big Land) (1957)
- La corriera fantasma (The Phantom Stagecoach) (1957)
- La notte dello scapolo (The Bachelor Party) (1957)
- L'aquila solitaria (The Spirit of St. Louis) (1957)
- Lo sceriffo di ferro (The Iron Sheriff) (1957)
- Il mostro dei cieli (The Giant Claw) (1957)
- Tormento di un'anima (Man on Fire) (1957)
- Death in Small Doses (1957)
- I giganti toccano il cielo (Bombers B-52) (1957)
- Lo spietato (The Hard Man) (1957)
- Desiderio sotto gli olmi (Desire Under the Elms) (1958)
- Il grande rischio (Violent Road) (1958)
- Baionette in canna (Hell Squad) (1958)
- A Lust to Kill (1958)
- Il dominatore di Chicago (Party Girl) (1958)
- Il tunnel dell'amore (The Tunnel of Love) (1958)
- L'urlo e la furia (The Sound and the Fury) (1959)
- 38º parallelo: missione compiuta (Pork Chop Hill) (1959)
- Teenagers from Outer Space (1959)
- Un uomo da vendere (A Hole in the Head) (1959)
- Intrigo internazionale (North by Northwest) (1959)
- Il mostro che uccide (The Bat) (1959)
- Il letto racconta (Pillow Talk) (1959)
- Sunrise at Campobello (1960)
- Cimarron (1960)
- Pepe (1960)
- Febbre nel sangue (A Fever in the Blood) (1961)
- Uno scapolo in paradiso (Bachelor in Paradise) (1961)
- Everything's Ducky, regia di Don Taylor (1961)
- Saintly Sinners (1962)
- L'uomo di Alcatraz (Birdman of Alcatraz) (1962)
- La ragazza più bella del mondo (Billy Rose's Jumbo) (1962)
- Una fidanzata per papà (The Courtship of Eddie's Father) (1963)
- Bionde, rosse, brune... (It Happened at the World's Fair) (1963)
- Una domenica a New York (Sunday in New York) (1963)
- Viva Las Vegas (1964)
- Tamburi ad ovest (Apache Rifles) (1964)
- Satan's Bed (1965)
- L'ultimo omicidio (Once a Thief) (1965)
- La zebra in cucina (Zebra in the Kitchen) (1965)
- Incontro al central park (A Patch of Blue) (1965)
- Dominique (The Singing Nun) (1966)
- Frankie e Johnny (1966)
- I ragazzi di Camp Siddons (Follow Me, Boys!) (1966)
- Impiccalo più in alto (Hang 'Em High) (1968)
- The Phynx (1970)
- Evel Knievel (1971)
- Impara a conoscere il tuo coniglio (Get to Know Your Rabbit) (1972)

### Televisione
- Hopalong Cassidy – serie TV, un episodio (1952)
- The Ford Television Theatre – serie TV, 2 episodi (1952-1953)
- Il cavaliere solitario (The Lone Ranger) – serie TV, 3 episodi (1952-1955)
- Missione pericolosa (Dangerous Assignment) – serie TV, un episodio (1952)
- Lucy ed io (I Love Lucy) – serie TV, un episodio (1952)
- Adventures of Superman – serie TV, un episodio (1952)
- The Adventures of Ozzie & Harriet – serie TV, 3 episodi (1954-1956)
- I Led 3 Lives – serie TV, un episodio (1954)
- Annie Oakley – serie TV, 3 episodi (1954)
- Climax! – serie TV, episodio 1x04 (1954)
- The Lone Wolf – serie TV, un episodio (1954)
- The Millionaire – serie TV, 3 episodi (1955-1958)
- Le leggendarie imprese di Wyatt Earp (The Life and Legend of Wyatt Earp) – serie TV, 2 episodi (1955-1959)
- Stories of the Century – serie TV, un episodio (1955)
- Medic – serie TV, un episodio (1955)
- The Public Defender – serie TV, 2 episodi (1955)
- The 20th Century-Fox Hour – serie TV, episodio 1x02 (1955)
- Furia (Fury) – serie TV, 2 episodi (1955)
- Lux Video Theatre – serie TV, 2 episodi (1956-1957)
- Cheyenne – serie TV, 2 episodi (1956-1962)
- On Trial – serie TV, un episodio (1956)
- Further Adventures of Spin and Marty – serie TV (1956)
- Le avventure di Charlie Chan (The New Adventures of Charlie Chan) – serie TV, un episodio (1957)
- Shower of Stars – serie TV, un episodio (1957)
- Colt.45 – serie TV, un episodio (1957)
- Sheriff of Cochise – serie TV, un episodio (1957)
- Matinee Theatre – serie TV, un episodio (1957)
- Lawman – serie TV, 2 episodi (1958-1959)
- State Trooper – serie TV, 2 episodi (1958-1959)
- Perry Mason – serie TV, 3 episodi (1958-1960)
- Tales of Wells Fargo – serie TV, 2 episodi (1958-1962)
- Sugarfoot – serie TV, un episodio (1958)
- The Californians – serie TV, un episodio (1958)
- L'uomo ombra (The Thin Man) – serie TV, un episodio (1958)
- Rescue 8 – serie TV, 2 episodi (1959-1960)
- Dennis the Menace – serie TV, 5 episodi (1959-1960)
- Alcoa Presents: One Step Beyond – serie TV, 2 episodi (1959-1960)
- Bonanza – serie TV, 7 episodi (1959-1967)
- Trackdown – serie TV, un episodio (1959)
- Tightrope – serie TV, un episodio (1959)
- Mr. Lucky – serie TV, episodio 1x08 (1959)
- Not for Hire – serie TV, episodio 1x09 (1959)
- Hot Off the Wire – serie TV, 3 episodi (1960-1961)
- Outlaws – serie TV, episodi 1x01-2x22 (1960-1962)
- Lassie – serie TV, 6 episodi (1960-1966)
- Johnny Ringo – serie TV, un episodio (1960)
- I racconti del West (Zane Grey Theater) – serie TV, un episodio (1960)
- The Alaskans – serie TV, episodio 1x20 (1960)
- Philip Marlowe – serie TV, episodio 1x23 (1960)
- Tombstone Territory – serie TV, un episodio (1960)
- Pony Express – serie TV, episodio 1x02 (1960)
- Bronco – serie TV, un episodio (1960)
- I detectives (The Detectives) – serie TV, episodio 1x32 (1960)
- Ricercato vivo o morto (Wanted: Dead or Alive) – serie TV, episodio 3x06 (1960)
- Il magnifico King (National Velvet) – serie TV, episodio 1x09 (1960)
- The Rifleman – serie TV, un episodio (1960)
- Scacco matto (Checkmate) – serie TV, 2 episodi (1961-1962)
- Hazel – serie TV, 18 episodi (1961-1965)
- Gli uomini della prateria (Rawhide) – serie TV, 5 episodi (1961-1965)
- The Adventures of Superboy – film TV (1961)
- Two Faces West – serie TV, un episodio (1961)
- Assignment: Underwater – serie TV, un episodio (1961)
- Ben Casey – serie TV, un episodio (1961)
- Il dottor Kildare (Dr. Kildare) – serie TV, un episodio (1961)
- Corruptors (Target: The Corruptors) – serie TV, episodio 1x18 (1962)
- The Comedy Spot – serie TV, un episodio (1962)
- The New Phil Silvers Show – serie TV, 5 episodi (1963-1964)
- Il virginiano (The Virginian) – serie TV, 9 episodi (1963-1969)
- The Crisis (Kraft Suspense Theatre) – serie TV, un episodio (1963)
- La legge del Far West (Temple Houston) – serie TV, un episodio (1964)
- The Andy Griffith Show – serie TV, 2 episodi (1965-1967)
- La grande vallata (The Big Valley) – serie TV, un episodio (1965)
- Selvaggio west (The Wild Wild West) – serie TV, un episodio (1965)
- Laredo – serie TV, un episodio (1966)
- The Rounders – serie TV, episodi 1x02-1x07 (1966)
- Gunsmoke – serie TV, 4 episodi (1967-1971)
- Agente 4K2 chiede aiuto (Warning Shot) – film TV (1967)
- Iron Horse – serie TV, un episodio (1967)
- Missione impossibile (Mission: Impossible) – serie TV, un episodio (1967)
- I sentieri del west (The Road West) – serie TV, episodio 1x25 (1967)
- Cimarron Strip – serie TV, episodio 1x07 (1967)
- Ironside – serie TV, 2 episodi (1969-1971)
- Adam-12 – serie TV, un episodio (1969)
- La famiglia Partridge (The Partridge Family) – serie TV, 2 episodi (1971-1972)
- Mannix – serie TV, un episodio (1971)
- Getting Together – serie TV, un episodio (1971)
- Sesto senso (The Sixth Sense) – serie TV, un episodio (1972)
- Le strade di San Francisco (The Streets of San Francisco) – serie TV, un episodio (1973)
- Agenzia Rockford (The Rockford Files) – serie TV, un episodio (1974)
- Honky Tonk – film TV (1974)
- The Last Angry Man – film TV (1974)
- Pepper Anderson agente speciale (Police Woman) – serie TV, 2 episodi (1975)
- Marcus Welby (Marcus Welby, M.D.) – serie TV, un episodio (1976)
- Good Heavens – serie TV, un episodio (1976)
- Return to Earth – film TV (1976)
- Fernwood 2 Night – serie TV, 3 episodi (1977)

## Doppiatori
- Manlio Guardabassi in Orizzonti lontani,